# Puno (distrito)
Puno é um distrito do Peru, departamento de Puno, localizada na província de Puno.

## Transporte
O distrito de Puno é servido pela seguinte rodovia:
- PE-38A, que liga o distrito de Santa Rosa à cidade
- PU-122, que liga a cidade ao distrito de Cabanillas
- PE-3S, que liga o distrito de La Oroya à Ponte Desaguadero (Fronteira Bolívia-Peru) - e a rodovia boliviana Ruta 1 - no distrito de Desaguadero (Região de Puno)[1][2][3]